# Старе Орениці
Старе Орениці (пол. Stare Orenice) — село в Польщі, у гміні Беляви Ловицького повіту Лодзинського воєводства.
Населення — 97 осіб (2011).
У 1975-1998 роках село належало до Скерневицького воєводства.

## Демографія
Демографічна структура станом на 31 березня 2011 року:
|          | Загалом | Допрацездатний вік | Працездатний вік | Постпрацездатний вік |
| -------- | ------- | ------------------ | ---------------- | -------------------- |
| Чоловіки | 54      | 16                 | 27               | 11                   |
| Жінки    | 43      | 7                  | 24               | 12                   |
| Разом    | 97      | 23                 | 51               | 23                   |